# Château-Chalon
 Château-Chalon ist eine Gemeinde mit 146 Einwohnern (Stand 1. Januar 2022) im französischen Département Jura in der Region Bourgogne-Franche-Comté. Sie ist als eines der schönsten Dörfer Frankreichs (Plus beaux villages de France) klassifiziert.
Das Dorf liegt auf einem Vorsprung des ersten Juraplateaus und dominiert die umliegenden Dörfer Nevy-sur-Seille, Voiteur und Menétru-le-Vignoble. Alle diese vier Orte sind bekannt für den Vin Jaune aus der Weinbauregion Château-Chalon.
Schon in der Karolingerzeit bekannt, gehörte Chateau-Chalon zu den Orten, die im Vertrag von Meerssen 870 dem neuen Reich Ludwigs des Deutschen zugeteilt wurden (Regesta Imperii I., Nr. 1480).

## Geographie

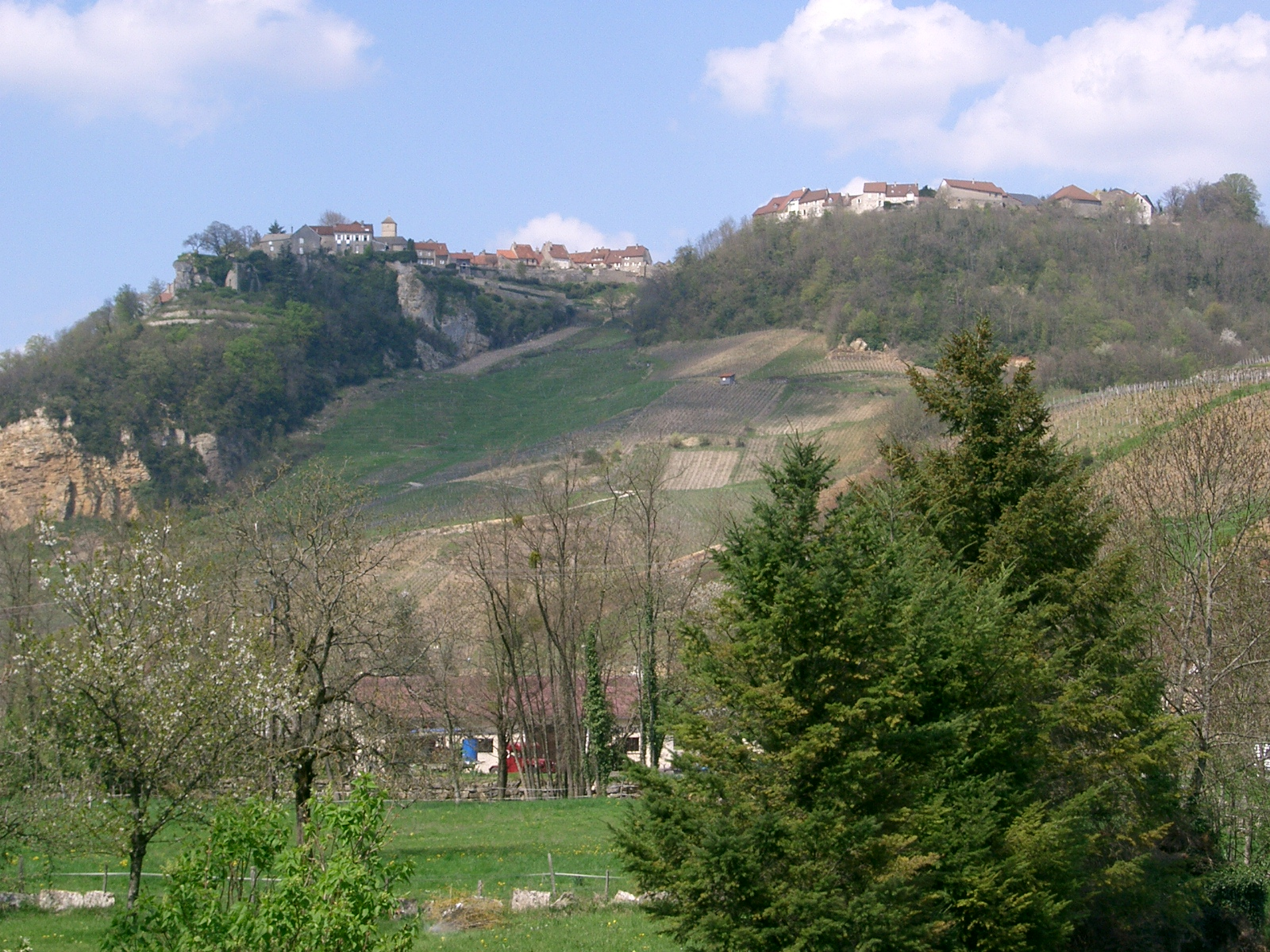
Château-Chalon von Nevy-sur-Seille aus gesehen. Am steilen Hang sind die Rebflächen des Orts zu erkennen

Château-Chalon liegt im Mittel auf 435 m, etwa zehn Kilometer nordöstlich von Lons-le-Saunier (Luftlinie). Das Bauerndorf erstreckt sich im Jura, am Übergang von der Ebene von Bresse zum ersten Juraplateau, an einem steilen Hang östlich der Seille.
Der Sprung von der Ebene zum ersten Juraplateau ist hier besonders stark ausgeprägt. Während die Abbruchkante in der Regel kaum höher als 120 m ist, erreicht sie bei Château-Chalon fast 200 m. Die Bodenformation des Lias ist hier fast vollständig aufgeschlossen.

## Bevölkerung
| Jahr                       | 1962 | 1968 | 1975 | 1982 | 1990 | 1999 | 2007 | 2018 |
| -------------------------- | ---- | ---- | ---- | ---- | ---- | ---- | ---- | ---- |
| Einwohner                  | 177  | 192  | 160  | 156  | 153  | 160  | 167  | 143  |
| Quellen: Cassini und INSEE |      |      |      |      |      |      |      |      |